# مجموعه بیدستان توران پشت
مجموعه بیدستان توران پشت مربوط به دوران‌های تاریخی پس از اسلام است و در شهرستان تفت، دهستان دهشیر، روستای بیدستان واقع شده و این اثر در تاریخ ۱۰ مهر ۱۳۸۰ با شمارهٔ ثبت ۴۱۳۴ به‌عنوان یکی از آثار ملی ایران به ثبت رسیده است.